# Noémi Lefebvre
Noémi Lefebvre, née en 1964 à Caen, est une écrivaine française. 

## Biographie
Elle publie ses fictions notamment aux éditions Verticales, dont quelques-unes traduites à l’étranger : L’Autoportrait bleu (éd. Verticales, 2009) a bénéficié d'une traduction en italien (aux éditions Safara), et en anglais par Sophie Lewis aux éditions Les Fugitives (Londres) et Transit Books (USA et Canada), 2017. Poétique de l’emploi (éd. Verticales, 2017) a également été traduit en anglais par Sophie Lewis, éd. Les Fugitives, 2021.
Elle est membre du comité de rédaction de la revue La Mer gelée, éditée depuis 2021 aux éditions Vanloo. 
En 2023, son livre Parle est adapté au théâtre par Judith Bernard.

## Ouvrages

### Fictions
- L'autoportrait bleu, éditions Verticales, 2009[5]. Traduit en italien aux éditions Safara][6], en anglais par Sophie Lewis aux éditions Les Fugitives[7] (Londres) et Transit Books[8] (USA, Canada).
- L'Etat des sentiments à l'âge adulte, éditions Verticales, 2012[9].
- L'enfance politique, éditions Verticales, 2015.
- Poétique de l'emploi, éditions Verticales, 2017[10],[11],[12]. Traduit en anglais par Sophie Lewis, aux éditions Les Fugitives (Londres)[7].
- La vie comme ça, éditions Joca Seria, 2017[13].
- Parle suivi de Tais-toi, éditions Verticales, 2021[14],[15],[16].